# Силантьев, Иван Матвеевич
Иван Матвеевич Сила́нтьев (28 января 1918 года — 7 июля 1958 года) — механик-водитель танка 9-й гвардейской танковой бригады 1-го гвардейского механизированного корпуса Юго-Западного фронта, гвардии старший сержант, Герой Советского Союза.

## Биография
Иван Матвеевич Силантьев родился 28 января 1918 года в деревне Калтыманово Уфимского уезда Уфимской губернии.
Работал бригадиром тракторной бригады в колхозе имени Свердлова Иглинского района.
В Красную Армию призван Иглинским райвоенкоматом в октябре 1938 года. На фронте Великой Отечественной войны с июня 1942 года.
Гвардии старший сержант И. М. Силантьев отличился 18 июля 1943 года при прорыве обороны противника на правом берегу реки Северский Донец, уничтожив 150 немецких автоматчиков.
После войны жил в родном селе Калтыманово, работал механизатором в колхозе имени Свердлова.
Умер 7 июля 1958 года.

## Подвиг
«Механик-водитель танка 9-й гвардейской танковой бригады 1-го гвардейского механизированного корпуса Юго-Западного фронта гвардии старший сержант И. М. Силантьев совершил подвиг 18 июля 1943 года при прорыве обороны противника на правом берегу реки Северский Донец. На правом берегу реки, на больших голых высотах, изрезанных глубокими узкими оврагами, немцы устроили неприступную оборону, окаймлённую минными полями и противотанковыми рвами, насыщенную большим количеством дзотов, противотанковых орудий и закопанных в землю танков, откуда простреливалась вся низменная пойма реки и прилегающая к ней местность противоположного берега.
И. М. Силантьев, маневрируя на поле боя, продвигался вперёд. Немецкий снаряд попадает в башню, другой снаряд пробивает мотор, и танк останавливается. Несмотря на шквальный огонь, он устраняет неисправность и выводит танк с поля боя. В боевой схватке уничтожил 150 немецких автоматчиков».
Звание Героя Советского Союза И. М. Силантьеву присвоено 26 октября 1943 года.

## Награды
Награждён орденом Ленина, медалями.

## Память
В сёлах Иглино и Калтыманово установлены бюсты Героя.